# James V. Hart
Pour les articles homonymes, voir James Hart et Hart.
James V. Hart, né le 22 janvier 1947 à Shreveport, est un scénariste américain.

## Biographie
Il a remporté le Saturn Award du meilleur scénario pour Dracula en 1993 et a été nommé au même prix pour Contact en 1998.

## Filmographie

### Scénariste

#### Cinéma
- 1984 : Gimme an 'F' de Paul Justman
- 1991 : Hook ou la Revanche du capitaine Crochet (Hook) de Steven Spielberg
- 1992 : Dracula (Bram Stoker's Dracula) de Francis Ford Coppola
- 1995 : L'Île au trésor des Muppets (Muppet Treasure Island) de Brian Henson
- 1997 : Contact de Robert Zemeckis
- 2002 : Tuck Everlasting de Jay Russell
- 2003 : Lara Croft : Tomb Raider, le berceau de la vie (Lara Croft Tomb Raider: The Cradle of Life) de Jan de Bont (histoire)
- 2005 : Sahara de Breck Eisner
- 2007 : Mimzy, le messager du futur (The Last Mimzy) de Robert Shaye
- 2007 : August Rush de Kirsten Sheridan
- 2013 : Epic : La Bataille du royaume secret (Epic) de Chris Wedge
- 2018 : Jim Bouton : la cité des dragons (Jim Knopf und Lukas der Lokomotivführer) de Dennis Gansel

#### Télévision
- 2001 : Jack et le Haricot magique (Jack and the Beanstalk: The Real Story) de Brian Henson (téléfilm)
- 2014 : Crossbones (série télévisée, 9 épisodes)
- 2019 : The Hot Zone (série télévisée, 6 épisodes)